# زنبق الأرض
زنبق الأرض (الاسم العلمي:Chamaelirium) هو جنس من النباتات المزهرة يتبع قبيلة زخرفات الثلج من الفصيلة الملانطيونية. يحتوي على نوع واحد، زنبق الأرض الأصفر (Chamaelirium (luteum، والمعروف باسم النجم المتوهج، أو لقمة الشيطان، أو وحيد القرن الكاذب، أو عصا الجني، أو الهيلونيا، هو عشب معمر موطنه الأصلي شرق الولايات المتحدة، يمكن العثور عليه في مجموعة متنوعة من البيئات بما في ذلك المروج الرطبة والغابات النفضية.
يحتوي زنبق الأرض الأصفر على زهيرة أساسية من حوالي ستة أوراق 8-15 سم، والتي يبزغ منها سنبلة مفردة مثل عذق النورة الزهرية (قطرها 1-1.5 سم، ويبلغ طولها 8-30 سم)، النباتات بشكل عام ثنائية المسكن مع بعض النسب المتحيزة للذكور في مجتمعات معينة، هذا يرجع إلى ارتفاع معدل وفيات إناث النباتات وميل إناث النباتات إلى الإزهار بشكل أقل تكرارًا، تميل السيقان الأنثوية إلى أن تكون أطول فيصل أقصى ارتفاع إجمالي للنبات لحوالي 1.2 متر، ولكنها تميل أيضًا إلى أن يكون لديها أزهار أقل بحوالي عشر مرات.
زنبق الأرض الأصفر هو العضو الوحيد في أصنوفته الأحادية الطراز، وهو نادر إلى حد ما على هوامش نطاقه.

## التوزيع
يمكن العثور على زنبق الأرض الأصفر في أمريكا الشمالية المعتدلة والولايات المتحدة وكندا، كما ينمو في شرق المسيسيبي، وهو معروف تاريخيًا من جنوب أونتاريو.

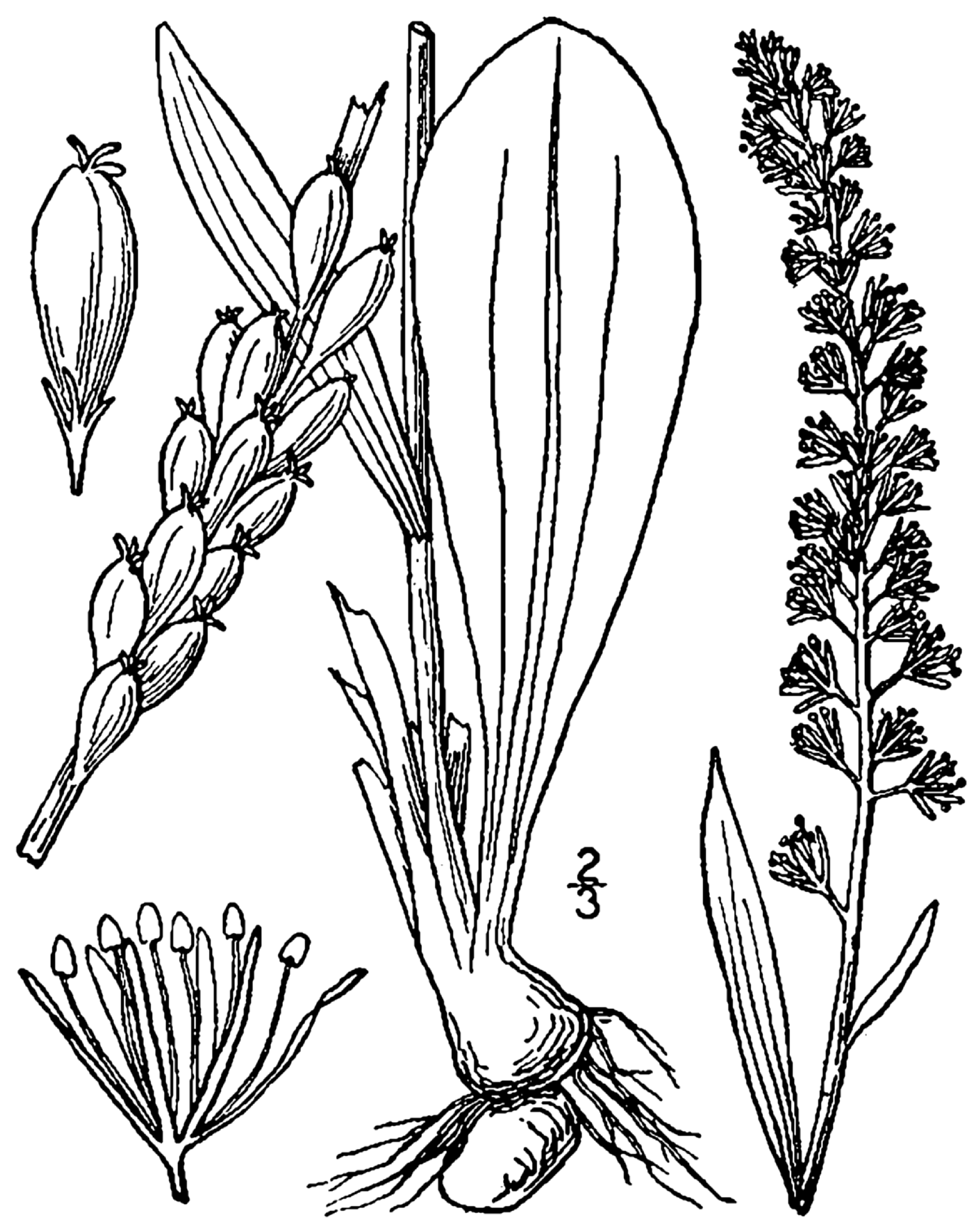
رسم توضيحي لزنبق الأرض الأصفر.

## الزراعة
نظرًا لأن زنبق الأرض الأصفر يتم جمعه بشكل طبيعي فهو معرض لخطر الانقراض، حيث لا تزال تقنيات الزراعة قيد التطوير لتلبية الطلب من السوق.

### اختيار الموقع
يفضل زنبق الأرض الأصفر التربة الرطبة جيدة التصريف والحمضية (درجة الحموضة: 4.5 - 6) ذات المحتوى العالي من الدبال، في الحقول المفتوحة يجب تظليله ببنية تظليل لحمايته من الإشعاع المباشر للشمس، بالنسبة لزراعة الغابات يفضل زراعة زنبق الأرض الأصفر في منطقة بها أشجار صلبة طويلة.

### الزرع
يمكن أن يتكاثر زنبق الأرض الأصفر من خلال البذور أو انقسام الجذر. للتكاثر من خلال تقسيم الجذر يمكن تقسيم الجذمور عن طريق تقطيعها إلى قطع 1/4 بوصة (6 مم). يجب أن تترك هذه القطع التي على شكل قرص لمسمار القدم طوال الليل ويمكن زراعتها في أواني في اليوم التالي، يجب أن تظل التربة رطبة ومظللة حتى تبزغ النباتات. يمكن غرس النباتات الصغيرة في منبت نمو مُجهز جيدًا يحتوي على نسبة عالية من المواد العضوية على مسافة زراعة من 6-10 بوصات (15-25   سم). لدعم النباتات بالمغذيات يجب إضافة إبر الصنوبر ونشارة الخشب المتعفنة المشتقة من الصنوبر أو نشارة اللحاء إلى التربة العلوية.
للتكاثر من خلال البذور يجب أن تزرع البذور في أواخر الخريف أو أوائل الشتاء على عمق 1/8 بوصة (3 مم) في أحواض التربة التي تحتوي على نسبة عالية من الدبال. من أجل إنبات جيد يجب أن تمر البذور بالتنضيد. تنمو النباتات بشكل أفضل في خليط التربة من الإسفغنون وإبر الصنوبر المتحللة. عندما تظهر النباتات الصغيرة يجب تركها تنمو طبيعيًا على الأقل لموسم نمو واحد. ثم يمكن زرعها كما هو الحال بالنسبة لطريقة التكاثر من خلال تقسيم الجذر.

### الحفظ
يجب أن يكون النبات رطبًا ومظللًا ومحميًا من أكل الحيوانات كالحلزون والبزاق أو الأيل في الغابة. يجب دائمًا إزالة الأعشاب الضارة.

## الاستخدامات
يستخدم زنبق الأرض الأصفر كنبات زينة أو عشب طبي، تاريخيًا تم استخدامه من قبل سكان أمريكا الأصليين. ويتمتع بسمعة طيبة باعتباره واحدًا من الأكثر استخدامًا في أمريكا الشمالية.
كان يستخدم تقليديًا لمنع الإجهاض وله سمعة في تحسين الخصوبة. في الوقت الحاضر يتم استخدامه لعلاج مشاكل مختلفة مثل مشاكل الدورة الشهرية ومشاكل الحمل ومشاكل الخصوبة وكيسات المبيض كما أنه مدر للبول.
يمكن حصاد الجذمور بعد ست سنوات ويتم ذلك في الخريف بعد جمع البذور الناضجة، بعد إزالة التربة والجذور من النباتات الأخرى يجب تخزين الجذمور غير المغسولة حتى تلقى المزيد من المعالجة. يجب حمايته من الجفاف وكذلك من الرطوبة العالية جدًا التي قد تؤدي إلى غزو العفن. كما يجب غسل الجذمور بعناية قبل المعالجة.

### المكونات النشطة بيولوجيًا
المكونات النشطة بيولوجيًا هي مزيج من الصابونين الستيرويدية بما في ذلك الشاماليرين والجزء اللاسكري الديوسجينين، هذه المواد النشطة بيولوجيًا بمثابة مطمث ومدر للبول ومقيئ.